# Stemonoporus lancifolius
Stemonoporus lancifolius är en tvåhjärtbladig växtart som först beskrevs av Thw., och fick sitt nu gällande namn av Peter Shaw Ashton. Stemonoporus lancifolius ingår i släktet Stemonoporus och familjen Dipterocarpaceae. Inga underarter finns listade i Catalogue of Life.